# 魔彈之王與戰姬
《魔彈之王與戰姬》是MF文庫J出版的輕小說系列，作者川口士，插圖。繁體中文版由東立出版社代理。
2014年3月3日，日本官方公布原插畫因個人問題不會再作畫，第9卷開始會由片桐雛太負責插畫。
2013年7月發布本作品將會動畫化的消息，2014年10月4日起AT-X等日本電視台開始播放。
2018年9月開始，以本作為基礎的平行世界作品《魔弹之王与冻涟的雪姬》（魔弾の王と凍漣の雪姫）開始在DASHX文庫發行。而由川口士擔任原作，瀨尾司負責創作，負責插畫的《魔彈之王與聖泉的雙紋劍》（魔弾の王と聖泉の双紋剣）也同在DASHX文庫發行。

## 故事簡介
布琉努王國裡有塊位於邊境的彈丸之地亞爾薩斯，而這裡的領導人是個隨遇而安的貴族少年堤格爾維爾穆德·馮倫（堤格爾）。因為王國的徵招，堤格爾被迫上到戰場上，雙方人數相差快5倍，原本以為這場是必勝的戰爭，然而對手是吉斯塔特中的「七戰姬」之一、擁有「銀閃的風姬」名號的艾蕾歐諾拉·維爾塔利亞（艾蓮），在她出其不意的戰略下，擊破了布琉努大軍。戰亂中堤格爾雖然嘗試利用最擅長的弓擊殺敵人主將，但卻反而被她高超的劍技打敗。就在堤格爾做好受死準備之時……
| “ | 你從現在開始就是我的人了。 | ” |

因為對方意外的一句話，堤格爾往後的命運將徹底改寫。另一方面，在這場戰爭中失去被視為下一任國王的王子的布琉努王國，內戰一觸即發。受到內戰影響，陷於無主狀態之地－亞爾薩斯將要受到波及。

### 本作主要構成
本作目前主要分為3部份。
第一部
第1卷－第5卷
第二部
第6卷－第10卷
第三部
第11卷－第18卷

## 用語

### 國家
關於本作的地理，請參閱自第2卷開始的地圖或動畫的官方網站。本作中出現的一部份地名，在現實的中歐和東歐之中實際存在的地名同名。
布琉努王國（Brune Kingdom）
本作的主要舞台之一。貴族制國家，王都是尼斯（Nice），位於王國境內的中央地帶。國旗為紅馬旗。
該國軍隊重視騎士突擊戰術，相對地蔑視弓箭等射擊武器。
在第一卷開始時，因身為王位繼承人的王子於迪南特戰役中死亡，而導致國王法隆放棄政務，使國內兩大公爵家有機會發動內亂，奪取王國。最終在國王駕崩前，由堤格爾藉吉斯塔特之力平定。現由實為存活的王子的真身——蕾琪繼承王位，成為王國首位女王。
但就在內亂中復元的兩年以後，泰納帝迪耶、嘉奴隆的殘黨甚至王族與外國勢力（薩克斯坦與墨吉涅）勾結，並且引發第二次布琉努內亂。結果又一次由堤格爾藉國內及吉斯塔特之力悉數平定。
在本編結束時，堤格爾亦繼位成為該國的國王。
- 亞爾薩斯（Alsace）
堤格爾維爾穆德·馮倫所管轄的領地，為位於布琉努王國北部邊境、距離首都很遠的鄉下地區。
中央城市是榭雷斯塔（Celesta），面積不大，大多是森林或山地，能採收的作物不多。
在布琉努王國中是少數對於弓箭沒有嚴重偏見的地區。
城門僅由橡木板製成，僅在斧頭或鎚子的擊打下就被入侵的泰納帝軍突破了。
第三卷，由於堤格爾被冠上反叛罪，亞爾薩斯暫為國王陛下的直轄地並維持自治，待國內動亂平息後再由王都派遣地方官前去治理。
布琉努王國內亂以後，由蕾琪女王與艾蕾歐諾拉共同管理。
目前由蕾琪派出的艾爾班作代理領主。
- 奧德（Aude）
馬斯哈·羅達特所管轄的領地，同樣位於布琉努王國北部邊境。
- 特里托爾（Territoire）
雨果·奥杰所管轄的領地，位於亞爾薩斯南方，中央城市是貝魯佛，為一個比榭雷斯塔要多上許多人的城市。
- 涅梅塔庫（Nemetacum）
泰納帝迪耶公爵治理的領地，位於布琉努王國南部，核心都市是蘭斯。
布琉努王國內亂以後，因泰納帝迪耶公爵犯下謀反罪遭到沒收，成了王家的直轄領地。
直到本編結束時，被蕾琪王妃劃爲多個較小的領地，並且由讓王家繼續執掌較爲重要的地區，其他的領地則是分封給在與薩克斯坦和墨吉涅的戰爭中表現優異的貴族和騎士們。
- 盧堤迪亞（Lutetia）
嘉奴隆公爵治理的領地，位於布琉努王國北部，核心都市是亞爾堤西姆（Artishem）。
布琉努王國內亂以後，因嘉奴隆公爵犯下謀反罪遭到沒收，成了王家的直轄領地。由玻德瓦派出的伊西德爾作代理領主。
直到本編結束時，被蕾琪王妃劃爲多個較小的領地，並且由讓王家繼續執掌較爲重要的地區，其他的領地則是分封給在與薩克斯坦和墨吉涅的戰爭中表現優異的貴族和騎士們。
  - 聖窟宮
位於亞爾堤西姆的地下。
裡面的面積大得足以完全容納莫西亞女神神殿，其中一面牆上還有一扇彷彿為了巨人而建造的巨大金屬門扉，高度和寬度都有五阿爾昔（約五公尺）。
據布琉努王國的神話所記載，據說布琉努王國的建國君主夏立爾曾在亞爾堤西姆的地下獲得天啟，立下了成為國王的誓言。
根據夏立爾所遺留下來的語錄，那里以前曾經是神殿或宮殿。不僅僅是個洞穴，內部好像也有經過一定程度的裝修和整頓。
有三條路徑可以通往聖窟宮。一條位於亞爾堤西姆中心。另一條是在亞爾堤西姆東南方的大地母神莫西亞的神殿。最後一條是在亞爾堤西姆東北方的公墓。
事實上過去（布琉努王國建立以前）曾有蒂爾·納·法的信徒以這座聖窟宮爲據點，夏立爾討伐後發現那裡有著不得不讓人之蒂爾·納·法降世時預作准備的祭壇，並交托給嘉奴隆施加了層層封印。另外亦有著與馮倫家的黑弓相關的真相。
堤格爾等人與泰納帝公爵等人於聖窟宮裡發生遭遇戰，聖窟宮卻在雙方交戰時因嘉奴隆公爵事前設下的陷阱而崩塌。
直到兩年後，因多勒卡伐克與其操縱的龍群襲擊亞爾堤西姆。伊西德爾再重建期間發現通往聖窟宮的樓梯，蕾琪女王打開金屬門扉後發現當中真相。

吉斯塔特王國（Zhcted Kingdom）
本作的主要舞台之一。與布琉努王國只有一山之隔的國家，於300年前建國，王都是席雷吉亞（Silesia），位於王國境內的中央地帶。國旗為黑龍旗。
根據傳統，國王之下會有七名戰姬，相對的權力高於戰姬的只有吉斯塔特國王一人。無論是誰締造了多麼顯赫的戰功都不允許顛覆這一制度。而戰姬不得奪權成為國王。每名戰姬都會有一個公國作為自己的領土，各公國的戰姬不在以下為官僚制政府。現任的國王是維克特。
表面強大，但實際內部問題眾多。自初代黑龍王以後的歷任國王都對各公國的歷任戰姬有所猜忌，國王總是想着如何削弱戰姬的力量；而王族內部首六名順位的王位繼承人都因患上了難以長期治世的各種病症或過於年幼而難以繼位；戰姬之間亦因種種原因進而引發公國間的衝突。
在第八卷時，維克特指定尤金為下一任的國王以後，戰姬當中的背叛者凡倫蒂娜乘機藉毒殺騷亂首度發動內亂，奪取王國以成為女王。結果由萊德梅里茲與路伯修所平定，但事件並未揭發是凡倫蒂娜的陰謀。
到了第十五卷（一年後的秋季起），凡倫蒂娜利用「回歸」的盧斯蘭王子、新任戰姬菲尼莉雅、國內擁戴尤金與盧斯蘭的貴族甚至外國勢力（布琉努的嘉奴隆和墨吉涅的哈基姆），引發規模更大的第二次吉斯塔特內亂。最終由堤格爾與支持他的一眾戰姬所平定。在凡倫蒂娜被「清肅」而且兩名合適的王位繼承人盧斯蘭與尤金死後，由繼承尤金遺志、發出稱王宣言的堤格爾篡位成為國王。
- 萊德梅里茲公國（LeitMeritz）
「銀閃」艾利菲爾的歷任持有者所管轄的公國。與亞爾薩斯只有一山之隔，有一條山路連接。公國旗為黑底銀劍旗。
雖然和奧爾米茲公國相比算是相當富庶，卻在外國文化和產物流通方面略遜一籌。因而試圖把孚日山脈整頓好並解決治安問題，以締結一條連結席雷吉亞和尼斯的最短道路以解決問題。
直到本編結束的半年前，貫穿孚日山脈並且連結亞爾薩斯與萊德梅裏茲的街道得以修築完畢。
- 奧爾米茲公國（Olmutz）
「凍漣」拉斐亞斯的歷任持有者所管轄的公國。位於吉斯塔特王國的西南方、萊德梅里茲公國的南方。公國旗為白底青槍旗。
由堤格爾綜合艾蓮和琉德米拉的說法，萊德梅里茲和奧爾米茲之間的對立，是從上一任戰姬或更久之前就已經存在。
  - 塔特洛山
位於布羅科內平原東方。
大小雖然比不上孚日山脈，但海拔極高，而且山腰下還有如懸崖般綿延相連的陡坡。遮蓋住山坡地表的黑色群木、隨處可見的裸露岩石以及山上的積雪，讓這座山更增添幾分險惡。
奧爾米茲堡壘位於塔特洛山山頂，左右和背後都被陡峭的岩壁包圍。山裏雖有好幾條山道，但據村民所知，能通往堡壘的只有一條。雖然有河流的源頭位於山的深處，但在靠近山腰處便形成瀑布。
在戰時，塔特洛山山道還會設置相當嚴密的防禦措施。不僅挖出一道巨大壕溝，還設置柵欄，並以木石和泥土築起厚實的圍牆，並在其後方架設高台，派弓兵部隊駐守。而且還在山道上另外設置了好幾個。
陣形是琉德米拉的祖母想出來的，用意就是要抵擋銀閃艾利菲爾的攻擊，所以才會設計得如此缜密。據說上一代萊德梅里茲戰姬也因此吃了不少苦頭。

- 波利西亞公國（Polesia）
「光華」薩德的歷任持有者所管轄的公國。位於吉斯塔特王國的南方。
- 萊格尼察公國（Legnica）
「煌炎」巴爾格雷的歷任持有者所管轄的公國。位於吉斯塔特王國的西北方而且與大海接壤、萊特梅里茲公國的北方。公國旗為黃底上傾斜交叉著朱色和金色短劍旗。
兩名戰姬死後，直到本編結束，都由艾蓮和莉莎所照顧。
- 路伯修公國（Lebus）
「雷渦」沃利茲夫的歷任持有者所管轄的公國。位於吉斯塔特王國的西北方而且與大海接壤、萊格尼察公國旁，兩者之間以維塔大河所隔。將「異彩虹瞳」視為吉兆並且尊崇。公國旗為紫底金鞭旗。
- 奧斯特羅德公國（Osterode）
「虛影」艾薩帝斯的歷任持有者所管轄的公國。位於萊格尼察公國以至吉斯塔特王國的東北方。北方是漂著浮冰的極寒海洋，東方則是高聳入雲的險峻山脈和遼闊的針葉樹森林，令人很難說這是一塊經過開發的土地。公國旗為藍底鐮刀旗。（推測）
因北方的浮冰海洋，能在冬季啟用的港口最多只有兩座，其他港口和海面因結凍而無法出船。
在凡倫蒂娜接任奧斯特羅德戰姬之初是七個公國中最弱小的。而且其前任戰姬是個對其公國毫不關心的人。
凡倫蒂娜成為戰姬後的五年內即想盡辦法讓其變得更富庶，並讓其富饒程度為五年前所不能比，甚至被凡倫蒂娜認為不比其他公國遜色。
- 布列斯特公國（Brest）
「羅轟」姆瑪的歷任持有者所管轄的公國。位於奧斯特羅德的南方。
布列斯特的主力與奧爾嘉同為騎馬之民，當中有不少可與奧爾嘉匹敵，甚或是技高一籌的馭馬高手。

亞斯瓦爾王國（Asvarre）
一個充滿濃霧與森林的海島國家，位於布琉努西北方，從吉斯塔特出海向西航行之後就會抵達。國旗為紅龍旗。
從數代之前，該國的女王便進軍大陸，不斷地擴大領土的樣子。
第二部開始的半年前是由撒迦利亞國王所統治。他在布琉努王國內亂即將平息之前卻駕崩了。亞斯瓦爾的國內局勢也在此時陷入混亂。
就在登基典禮數天前，第一王子杰梅因將其弟妹們召來王宮，然後將他們以有謀反嫌疑為理由一一殺害。而從杰梅因的毒手中逃出來的第二王子艾略特以後發起了軍事政變。雙方為了解決兵力不足的問題而分別僱用薩克斯坦的佣兵部隊和在北海肆虐的海盜，使目前亞斯瓦爾的局勢更加混亂。結果塔拉多刺殺傑梅因後與堤格爾結盟，並且拉攏桂妮薇亞以後藉各方之力擊敗艾略特，平定內亂。
在本編結束時，塔拉多繼位成為該國的國王。
- 巴爾韋德（Valverde）
杰梅因逃出王宮以後的根據地。擁有一座都市必備的所有機能，但城市景觀卻相當單調，街景只能以樸素形容。北方至東方有一排小山丘，西邊則是一片廣大茂密的森林，南邊還有河川，是個易守難攻的城市。
在塔拉多·格拉墨發動叛亂並且刺殺杰梅因以後為塔拉多所有。
- 路克斯堡壘
萊斯特將軍駐守的堡壘。具有12阿爾昔（約12公尺）高的城牆。
在路克斯堡壘侵略戰中被堤格爾等人攻陷。

薩克斯坦王國
位於布琉努西方、亦與亞斯瓦爾王國毗鄰的國家。國旗為白鷲旗。
經常與布琉努引發多場小型衝突，但都被羅蘭所率領的納瓦拉騎士團阻撓。
現任的國王是奧古斯都。該國的地方領主被稱為土豪，他們都認為自己是曾經存在於薩克斯坦境內的各個小國的國王末裔並引以為豪，在國內的地位相當強勢，一般對國王的忠誠度較低。而能夠統領這群土豪的奧古斯都被認為是個相當優秀的國王。
境內山多平原少，國土多為森林覆蓋。鄰近諸國因此稱其為“山與森林的國度”。在這片鄉鎮之間難以聯繫的地形之中，在古代曾誕生出許多小國。而薩克斯坦則是將這些小國一個個併吞掉之後形成的國家。這個國家即使建國超過250年，各地土豪對於中央統治階層的忠誠心依然很低。
該國的傭兵有名，一般認為以傭兵為業的薩克斯坦人非常善戰，而且都長於掌握應對進退的時機。該國出產強韌的弓箭還有投石機，都有相當程度的名聲。
墨吉涅王國（Muozinel）
位於布琉努東南方和吉斯塔特南方，一個天氣酷熱的王國，居民皮膚略呈黑色。國旗以緋紅色為底，圖案則是長了角的金黃頭盔和劍，後兩者為戰神烏魯夫拉的象徵。
在與布琉努王國接壤的諸國中，墨吉涅是唯一還保留著布琉努或吉斯塔特在一百年前就已經廢止的奴隸制度的國家。為了獲取奴隸而發動戰爭，對墨吉涅來說再理所當然不過。
他們過去也曾數次越過國境侵略布琉努或吉斯塔特，襲擊對方的村落、掠奪財物或人民。甚至派出船隊渡海攻擊薩克斯坦或亞斯瓦爾等國。
多個國家從未譴責過奴隸制度，因為無論是哪個國家，都在利用著這項奴隸制度。像是無法透過戰俘獲得贖金時，就會將他們當成奴隸賣掉。
另外墨吉涅所生產的紙或絨毯品質優良，還有其他國家所沒有的紅茶等商品。即使他們的行徑令人感到有些頭痛，仍是個無法輕易斷絕往來的對手。
目前的國王登基後，墨吉涅變成一個十分好戰的國家，曾經發生過數次戰爭。在第三卷末趁著布琉努國內陷入混亂的迷沼時，由克雷伊修率領大軍從海陸兩方面進行掠奪。後來被堤格爾為首的銀色流星軍和泰納帝迪耶公爵從陸上和海上所擊退。
兩年後，克雷伊修再率領規模更大的大軍，從南部港灣都市群開始，一路殺到王都尼斯城牆前。後來克雷伊修被堤格爾所率領的分隊突襲時被其擊昏，加上這時國王駕崩，不得不沿路撤退。
在本編結束時，克雷伊修繼位成為該國的國王。

### 戰姬相關
戰姬（Vanadis）
吉斯塔特王國獨有的制度。龍具會選出七位女性，擁有著僅次於國王的地位，並且治理著每一個公國，在戰爭中使用龍具與敵人戰鬥。
戰姬並非由人選出，所以旁人無法對結果有任何異議。要想成為戰姬必須要被龍具所選中才行，所以像露利葉家那樣從祖先開始代代都是戰姬的情況是極為罕見。
當龍具選出戰姫以後，會某天突然出現在被選上的人面前。只要拿起龍具，就會有類似話語般的東西自動流進腦中。而拿著龍具，前往公宮報到之後，這個人從此就成為戰姬。而前任戰姫就會退隱。
戰姬也可結婚以至身分懷孕生子，而且比起一般貴族要來得自由得多。作為其夫婿的人需要移居公宮生活。反過來說，要成為其夫婿的條件也只有這項。但若非無路可選或是一時性的特殊利益，一般不會挑選戰姬作為政治婚姻的對象。主要原因還是戰姬以平民出身方面占多數。
戰姬制度有三個缺點：現任戰姬不知道自己何時會失去戰姬身分、戰姬無法指定繼任者和在新的戰姬出現之前必須經過一段空窗期。
龍具（Viralt，Dragonic Tools）
戰姬持有的武具，共有七種，不同的龍具有不同的特殊能力。最大限度地提高龍具力量的為「龍技」，擁有可一擊擊倒龍的可能。
- 「銀閃」艾利菲爾（Arifal）
艾蕾歐諾拉·維爾塔利亞持有，别名為「降魔的斬輝（Koma no Zanki）」的大型長劍，能力為操控風。
劍鍔的形狀有如翅膀，在動畫版中還追加了使用時翅膀會伸展的結構。
第17卷擊斃嘉奴隆後，用盡龍具之力變成灰白石狀，約七個月後才能恢復能力。
- 「凍漣」拉斐亞斯（Lavias）
琉德米拉·露利葉持有，别名為「破邪的穿角（Hajya no Zenkaku）」的短槍，能力為操縱冰。
槍尖以冰塊組成，在動畫版中還追加了槍尖兩側刀刃平時縮合、使用時展開並從中產生由冰塊變成的槍尖的結構。
手柄的長度可以隨意更改。
第17卷擊斃嘉奴隆後，用盡龍具之力變成灰白石狀，約七個月後才能恢復能力。
- 「光華」薩德（Zaht）
蘇菲亞·歐貝達斯持有，别名為「退魔的祓甲（Taima no Fukkou）」的錫杖，能力為操縱光。
一柄由圓環和輪盤組合而成，裝飾著與蘇菲雙瞳相似的碧綠寶石，並散發出金黃光輝的神秘長杖，在動畫版中還追加了使用時圓環內的裝飾會展開的結構。
第17卷擊斃嘉奴隆後，用盡龍具之力變成灰白石狀，約七個月後才能恢復能力。
- 「煌炎」巴爾格雷（Bargren）
亞莉莎德拉·阿爾夏芬持有→菲尼莉雅·阿爾夏芬持有→莉姆亞莉夏短暫使用→不知所終，别名為「討鬼之雙刃（Toki no Sojin）」的雙劍，能力為操縱炎。
劍身略比一般劍短了兩個拳頭，劍柄是白色的，擁有華麗裝飾的劍鍔則分別是以黑色為底的金色和紅色。
在亞莉莎德拉·阿爾夏芬離世的那一瞬間為了尋找下一位繼承者菲尼莉雅·阿爾夏芬而在艾蓮面前伴隨著火焰消失。
菲尼莉雅死後，由莉姆亞莉夏暫時使用，第17卷擊斃完嘉奴隆後再度消失，從此不知所終。
- 「雷渦」沃利茲夫（Valitsaif）
伊莉莎維塔·法米那持有，别名為「碎禍之閃霆（Saika no Sentei）」的鞭子，能力為操控雷擊。
雷光可從短鞭變成巨大雷鞭或是鋼鞭。
第17卷對付嘉奴隆後，用盡龍具之力變成灰白石狀，約七個月後才能恢復能力。
- 「虛影」艾薩帝斯（Ezendeis）
凡倫蒂娜·葛林卡·埃斯堤斯持有→米莉劄持有，别名為「封妖之裂空（Fuyou no Rekku）」的巨大長柄鐮刀。能力為瞬間移動。
凡倫蒂娜被刺傷而死前道出其奪權為王的野心以後，捨棄了她並從伴隨著淡淡光芒消失。
- 「羅轟」姆瑪（Muma）
奧爾嘉·塔姆持有，别名為「崩咒之弦武（Houju no Genbu）」斧頭，能力為操控土。
小巧的灰色刀刃再加上短短的握柄，連體型嬌小的奧爾嘉也能毫不費力地揮舞。刀刃和握柄接合處鑲著一個拳頭大的黃玉，連刀刃上也刻有十分細緻的花紋。平常小得可以垂掛在腰間。
第17卷擊斃嘉奴隆後，用盡龍具之力變成灰白石狀，約七個月後才能恢復能力。

### 特異生物
龍
龍為存在於大陸的大型生物。由於討厭人的氣味，才會棲息在人煙稀少的深山或荒野中，因而很少有人看到，相對的普遍的人認為這是傳說中的生物。
各種顏色和類型的龍都存在的，在吉斯塔特王國之中有著禁止傷害或殺死幼龍和擁有黑色鱗片的龍的規定。身體非常堅固，常規武器不可能對其造成損壞。
龍最多可以成長到150切特（約15公尺）長。如果從小便由人類飼養的話，頂多只能長到其一半的長度，但也是身長超過50切特的巨獸。
- 地龍（Suro）

像鱷魚般四條腿移動的龍種。
地龍的特徵在於短小的手足和矮壯的巨大身軀，覆蓋全身的堅硬鱗片就連鋼鐵製的劍、槍都無法貫穿；其衝力之強，能輕易地破壞城牆。不只體力充沛，亦有極強的生命力。
- 飛龍（Vyfal）

體型較小，但擁有巨大雙翼的龍種，能載著人類在空中飛行。鱗片的強韌度雖然比不上地龍，但同樣相當堅硬。
- 火龍（Prani）

唯一會噴出烈焰的龍種。它主要的食物是灰、碳和礦物，呼出的氣息帶有火焰，是能夠將獵物徹底燒毀的龍。
- 雙頭龍（Gara Dova）

擁有最大規模的畸種類龍種，性情兇暴、堅不可摧。最大的特徵是兩個能獨立活動的頭，即使其中一個頭死亡仍能活動。甚至會攻擊並咬死身為同類的龍。在吉斯塔特王國甚至被視為凶兆。
- 海龍（Badva）

唯一會棲息在大海中的龍種。身體是像蛇一樣的細長形，比船的桅杆還要粗上許多。
魔物
為具有人類本性的異形存在。本作中登場的魔物的名字來自斯拉夫神話之中的精靈，可說是將其妖魔化。
有著各種遠遠超過普通人類的身體能力以及超常自我治愈能力。流著黑色的血液。被擊殺時會化作土塊以後碎裂崩塌般消滅。
與戰姬為相互敵對的關係，從初代戰姬誕生的當時直到現在已被認為有某種宿敵面的命運。此外亦知道馮倫家的黑弓的真正身份，並將黑弓的目前持有者視為比戰姬更寶貴的存在。
真正目的是將世界顛覆為黑色太陽和紅之月高掛天空，紫色大地和綠色海洋覆蓋著整個世界，然後無論人、龍或是諸神都成為童話故事般的異常世界。
凡倫蒂娜知道魔物的數量和戰姬人數一樣是七隻，但本作中只登場了五隻。
小說第15卷時，最後兩頭魔物分別被堤格爾等人擊滅和被嘉奴隆公爵「吞噬」掉剩餘的力量消滅，意味著所有的魔物都已滅亡。它倆的真正目的也被嘉奴隆奪去。

### 組織
七鎖
總以七人一組的隊形來行動的刺客集團，以手臂上的鎖狀刺青作為他們的身分證明。
受泰納帝公爵所委托，在與堤格爾等人首戰中企圖刺殺堤格爾，雖然以毒蛇咬傷莉姆，但當中六人被堤格爾等人擊殺，只有一人逃脫。
最後一名成員放棄委托，企圖在塔特拉山攻防戰的最後艾蓮和米拉的單騎決鬥中打成平手時向兩名戰姬展開突襲，被堤格爾一箭射殺。
銀色流星軍（Silver Meteor Army）
布琉努內亂時期堤格爾所率領的布琉努及吉斯塔特的混合軍隊，艾蓮所命名，一開始有六千人。在與納瓦拉騎士團交戰、艾蓮與莉姆離隊後只餘下近兩千人。擊退入侵墨吉涅大軍、得到眾多增援並在佩爾許堡壘駐紮時增至兩萬人。平定內亂以後光榮解散。
納瓦拉騎士團（Navarre Knights）
駐守西方國境上最重要的防禦樞紐的騎士團，總數共有五千人。在布琉努王國中被視為是精銳中的精銳。
騎士必須具備優秀武藝（劍術、槍術和馬術）與良好教養（騎士的精神、文字閱讀與書寫、兵學和紋章學）。每年在王都都會舉辦測試這些能方的選拔，合格者便會授予勳章，成為真正的騎士。
白銀疾風
艾蓮成為戰姬之前加入的傭兵團，團長為韋沙隆。
總數共有四十個人左右，除了上陣打仗的三十多名男性之外，另外還有廚師、鐵匠和數名年輕女人。
艾蓮為該傭兵團在戰場上撿到的嬰兒，長大以後、直到成為戰姬之前一直待在這個傭兵團裡。
但隨著團長為韋沙隆在某戰中被菲尼莉雅殺死，因許多傭兵退出該傭兵團而解散。

### 其他
馮倫家的黑弓（暫稱）
聲：桑岛法子
馮倫家家傳的黑弓，製作材料不明。堤格爾的父親烏魯斯在死前曾說「只有當你真正需要時才可使用」。
需要時可與龍具產生共鳴並將其操縱的力量附加到搭上弓的箭矢上以後由射手控制，其威力可以把通常情況下完全無法傷害到的飛龍一擊擊落。亦是與魔物對抗最有效果的武器。雖然黑弓與任何龍具也會產生共鳴，甚至將複數龍具的力量附加到弓箭之上，但是實際上和龍具的性質完全不同。
在堤格爾得到蒂爾·納·法借助和能夠自行控制黑弓的力量以後（在對魔物或龍的情況下），可在搭箭拉弓時儲氣並發射出附帶著不明力量而可破壞任何東西的黑色光束箭矢，儲氣時全身會感覺到籠罩在沉重壓力之下，有著可與龍技匹敵的威力，但發箭後會令人感到疲累。需要時更可在弓上不搭箭以下直接拉弓，直接射出以不明力量生成的箭矢，但對持有者的負擔更大。相對地附加龍具的力量則可減緩疲勞。
傳說這把弓是某個男人從女神那得到的、以其擊倒各式各樣敵人，最後成為王的「魔彈之王」的弓。一開始被認為與建立吉斯塔特王國的黑龍化身之王為同一人。
但根據聖窟宮當中的事實，該黑弓原本是夏立爾的所有物，但被嘉奴隆點出危險性後，便將之棄於東山（孚日山脈）的深處。推斷以後被成為馮倫家先祖的獵人撿到。
這黑弓實為蒂爾·納·法授與人類的武器，偶爾能夠通過黑弓聽到蒂爾·納·法的聲音。
而且這黑弓亦是使得蒂爾·納·法降臨於世的重要道具，而當前的黑弓持有者將成為蒂爾·納·法的容器。當堤格爾受魔之蒂爾·納·法降臨而被附身時，受後者影響而被變成了異形化的存在；這時黑弓亦與異形的身體融爲一體，並取代原來被溶解的左臂。但這時左手黑弓是其弱點。
在蒂爾·納·法給堤格爾的一段影像中顯示，要是認真起來，擁有把大型城鎮瞬間消滅的威力，但代價是使用者會在射出箭後當場死亡，似乎是隱喻其強大威力是以使用者的生命力來交換。
由於一開始這把弓的謎團過多，而且它和蒂爾·納·法有關也讓堤格爾心生抗拒，所以他其實盡可能地避免使用它。以後只是因對傳家寶的重視與身為獵人的本分而使用它。
小說第8卷隨堤格爾漂流到萊格尼察公國一條漁村的在沙灘上後，因被發現堤格爾的村裏的一名姑娘發現時，由於她覺得有點古怪而扔到海裏因此喪失。
小說第10卷，失憶的堤格爾終於想回一切以後，重新獲得黑弓的同時射出黑色箭矢射殺黑蛇並擊中了芭芭·雅加。
小說第18卷，當放下對蒂爾·納·法的戒心的堤格爾被問到如何處理黑弓時，決定仍然會將它視作馮倫家的傳家之寶並用作其武器。而堤格爾亦帶上它出席加冕典禮。
寶劍杜蘭達爾（Durandal）
由國王法隆下賜，羅蘭持有，擁有「不敗之劍」的別名的大劍，與馮倫家的黑弓一樣製作材料不明。
劍柄和劍鍔以黃金裝飾，劍身雖然展現出如鋼鐵般的色澤，但其傲人的鋒利程度和強度卻遠超過一般的鋼鐵。在動畫版中還追加了使用時會伸出劍柄然後展開劍身的結構。
擁有一擊將巨石劈成了兩半、將咒術斬斷，甚至打破龍技和附帶的龍具力量的箭矢威力。
一直以來都是羅蘭持有著它，而在投降之時將它寄存在堤格爾處保管以視為他認同堤格爾的證明，但因後來羅蘭死亡而留在了堤格爾的手上。布琉努王國內亂結束後，歸還布琉努王室。
小說第11卷被葛雷亞斯特策劃的行動偷走，並且交給嘉奴隆公爵。
小說第15卷，被嘉奴隆用以對付旺賈諾伊，藉以吞噬掉旺賈諾伊剩餘的力量，消滅了他。
小說第17卷，被嘉奴隆用以攻擊先後前來的堤格爾和戰姬們。最終堤格爾和戰姬打敗嘉奴隆以後，由堤格爾及黑龍旗軍保管。
名字來自法国11世纪的史诗《羅蘭之歌》的主角羅蘭從查理大帝所得到的神劍杜蘭達爾（Durendal）。
反龍具鎖鏈（暫稱）
一種可使龍具無效的鎖鏈，與馮倫家的黑弓一樣製作材料不明。
其堅固程度可用以防禦龍具，甚至可消滅「龍技」的攻擊；在鎖鏈的範圍內時，龍具亦無法使用「龍技」。
小說第5卷首度登場，並系於火龍與雙頭龍以上。維萊克雷納平原之戰首戰中有效地防禦艾蓮與米拉的「龍技」攻勢，迫使她倆再戰時以龍具直接打擊龍。
小說第13卷，艾蓮被葛雷亞斯特引誘鎖鏈所成的陷阱中，因而被塗有麻痹毒性的刀刃擊中。
葛雷亞斯特被擊敗後，私下讓給凡倫蒂娜。而凡倫蒂娜奪下王都席雷吉亞以後，也將鎖鏈帶入王都，並將其纏繞在城牆上頭。凡倫蒂娜計劃用以防禦龍具的攻勢。但卻導致瓦雷利被米隆挾持時，凡倫蒂娜只能徒步奔往城牆。王都納入堤格爾的掌握以後的下場不明。
單位
- 切特（Chet）

在本作中作為分米的單位。
- 阿爾昔（Alsin）

在本作中作為米的單位。
- 貝魯斯塔（Belsta）

在本作中作為千米的單位。
- 刻

在本作中作為2小时的單位。

### 戰役
迪南特戰役（Battle of Dinant）
為本作第一場戰役，亦是故事的開端。
戰役起因：是被當作布琉努與吉斯塔特國境線的河川發生暴漲，引起泛濫之故。一開始是兩國災民們互相指責對方沒有認真治理河川，因此産生爭執。而收到災民陳情的國家也堅持是對方的治水政策有問題，最後演變成兩國大動干戈。
參戰方：布琉努王國（雷格那斯王子）、吉斯塔特王國（艾蕾歐諾拉·維爾塔利亞）
- 布琉努方面為雷格那斯王子（蕾琪公主）首次出征，法隆為了讓她的初戰贏得漂亮，不只派出了王國直屬騎士團，連領土位於迪南特平原附近的貴族們（包括堤格爾和馬斯哈）也收到了出兵的命令，召集超過了25,000人軍力。
- 吉斯塔特方面則派出以艾蓮為首5,000人的軍隊。

結果：吉斯塔特取得壓倒性勝利。
- 吉斯塔特方面死傷不到100人。
- 布琉努方面在戰爭中死亡人數超過5,000人，還有傷者多達死者數目的兩倍。
  - 當中參戰的100名亞爾薩斯士兵中總共有7名死亡和30人負傷。
  - 堤格爾被吉斯塔特主將艾蕾歐諾拉·維爾塔利亞抓為战俘。

- 因身為王位繼承人的王子被視為於迪南特戰役中死亡而導致國王放棄政務，使國內兩大公爵家有機會發動內亂以奪取王國。

亞爾薩斯攻防戰
入侵部分被命名為亞爾薩斯侵略行動（Alsace Invasion Incident），決戰部分則命名為莫爾塞姆平原之戰（Battle of Molsheim）。
為本作第二場戰役。
戰役起因：在布琉努王國內兩大公爵家有機會發動內亂的同時，馬斯哈·羅達特為贖回被吉斯塔特擄走的堤格爾，試圖藉助自己的人脈向其他貴族借錢籌集相應的贖金。沒想到泰納帝公爵從與其關係密切的貴族中得知這件事以後，為了顯示自己的力量而命令自己的兒子薩安將整個亞爾薩斯燒毀。
參戰方：吉斯塔特及亞爾薩斯聯合軍（艾蕾歐諾拉·維爾塔利亞與堤格爾維爾穆德·馮倫）、泰納帝軍（薩安·泰納帝）
- 堤格爾為了保護領民，以亞爾薩斯所有的土地為代價向艾蓮借得1,000兵力。當中幾乎由騎兵組成，並準備了超過騎兵數3倍的馬匹。
- 而薩安受父親之命，並從多勒卡伐克獲得地龍和飛龍以後，親自率領3,000兵力侵略亞爾薩斯。他們的目的是為了掠奪。當中有八成曾參加迪南特戰役。

結果：吉斯塔特及亞爾薩斯聯合軍勝利。
- 入侵亞爾薩斯的泰納帝軍，在好不容易逃離亞爾薩斯時只剩下約900人。
- 令布琉努王國內亂正式爆發。
- 之後堤格爾為了從布琉努王國內亂中保護自己的領地而開始進行奮戰。
- 馬斯哈·羅達特深切體會到自己的無力，感到萬分懊惱，以後加強了要協助堤格爾的決心。
- 菲利克斯·亞倫·泰納帝得知兒子戰死後感到無比憤怒，並開始向堤格爾等人復仇。

特里托爾山賊團肅清戰
漫畫版和動畫版中都取消了本戰役。
戰役起因：雨果·奧傑在布琉努王國內亂初期表示中立，招致泰納帝公爵的反感並想狠狠教訓一下子爵，因而僱用盤據在孚日山脈的山賊團。他們襲擊並燒毀附近的村落、殺害村民，奪走財物和牲畜，甚至搶走年輕的姑娘。而雨果·奧傑在與堤格爾進行接觸前曾率領軍隊前往孚日山脈企圖一舉剷除山賊團，但卻吃了敗仗，他本人亦因而受傷。拜訪特里托爾的堤格爾為了找得盟友而接受雨果·奧傑的請求。
參戰方：吉斯塔特軍（莉姆亞莉夏與堤格爾維爾穆德·馮倫）、特里托爾山賊團（多奈貝因）
- 吉斯塔托軍是由莉姆亞莉夏與堤格爾維爾穆德·馮倫率領的100兵力。
- 而特里托爾山賊團則是由多奈貝因作為首領的約200名山賊。

結果：吉斯塔特軍勝利。
- 第一階段中，被剷除的山賊約有60人，投降的則有20人左右。另外還有10餘人成功逃回山中。吉斯塔特軍隊中則有2人戰死，傷者只有10多名。
- 第二階段以後，山賊團就此徹底瓦解，從山賊們擄來的女孩和搶奪來的財物亦已歸還村落。
- 事後琉德米拉從堤格爾得知泰納爾公爵把奧爾米茲製造的鎧甲等裝備轉交給盜賊們使用一事感到怒不可遏，雖然把這份情感壓制了下去，但是已經動搖了琉德米拉與泰納爾公爵的關係。

塔特洛山攻防戰（Siege of Tatra Fortress）
為第一場因布琉努王國內亂而造成戰姬之間的衝突。
戰役起因：菲利克斯·亞倫·泰納帝為了向堤格爾等人復仇而暗中拜託琉德米拉·露利葉按照計劃攻打萊特梅里茲以牽制艾蓮。
參戰方：萊德梅里茲軍（艾蕾歐諾拉·維爾塔利亞）、奧爾米茲軍（琉德米拉·露利葉）
- 萊德梅里茲軍是由艾蕾歐諾拉·維爾塔利亞率領的3,000兵力，以試圖斬斷後顧之憂。本戰中堤格爾以一名士兵（兼偵察兵）的立場參戰。
- 而奧爾米茲軍則是由琉德米拉·露利葉率領的2,000兵力。

結果：萊德梅里茲軍勝利。
- 該戰役所造成的損失最後全部由琉德米拉來承擔。
- 琉德米拉答應對於布琉努內亂保持中立立場。

布琉努·薩克斯坦國境紛爭
戰役起因：薩克斯坦王國企圖在布琉努陷入內亂時侵略內領土。
參戰方：布琉努王國－納瓦拉騎士團（羅蘭）、薩克斯坦軍
- 布琉努方面為羅蘭率領的納瓦拉騎士團。
- 而薩克斯坦軍則是由未具名的將領率領的3,000兵力，當中包括投石機。

結果：納瓦拉騎士團取得壓倒性勝利。
- 以後由泰納帝公爵和嘉奴隆公爵兩方面派遣使者與薩克斯坦和亞斯瓦爾交涉，促使簽訂暫時休戰條約。

馮倫·嘉奴隆戰爭
又稱：銀色流星軍·嘉奴隆軍衝突
動畫版中取消了本戰役。
戰役起因：銀色流星軍剛組成，嘉奴隆軍企圖將他們推到前線打頭陣，並且不讓一兵一卒活下來。因而由凱倫·安格蒂爾·葛雷亞斯特作為「使者」，並與格爾維爾穆德·馮倫會面。但葛雷亞斯特提出招攬他們的賞賜和義務都令人震驚，加上葛雷亞斯特侯爵逼使提格爾現在就做出決定，提格爾最終拒絕。
參戰方：銀色流星軍（提格爾維爾穆德·馮倫、艾蕾歐諾拉·維爾塔利亞、莉姆亞莉夏和雨果·奧傑）、嘉奴隆軍（凱倫·安格蒂爾·葛雷亞斯特）
- 銀色流星軍方面為布琉努的1,000士兵和萊德梅里茲的5,000士兵所組成的6,000兵力，當中能參與戰鬥的人數為5,600人。
- 而嘉奴隆軍則是由凱倫·安格蒂爾·葛雷亞斯特率領、由5,000名步兵和1,000名騎兵組成的6,000兵力。

結果：銀色流星軍取得壓倒性勝利。
- 銀色流星軍方面僅30人以下負傷而且沒有性命危險，該戰讓銀色流星軍的影響力擴大。
- 嘉奴隆軍撤退至河岸旁時，包括逃散至各方的士兵歸隊後，總數僅剩下約4,500人，只能以慘敗二字來形容。
- 堤格爾同時被泰納帝公爵和嘉奴隆公爵兩方面冠上反叛罪。

銀色流星軍決戰納瓦拉騎士團
決戰部分則命名為歐羅吉平原之戰（Battle of Orange）。
戰役起因：在堤格爾被泰納帝公爵和嘉奴隆公爵兩方面冠上反叛罪以後，泰納帝公爵繼續為了向堤格爾等人復仇而派遣了納瓦拉騎士團，企圖借布琉努王國中最精銳的騎士團消滅堤格爾等人。
參戰方：銀色流星軍（提格爾維爾穆德·馮倫、艾蕾歐諾拉·維爾塔利亞、莉姆亞莉夏、雨果·奧傑和首戰中途加入的馬斯哈·羅達特）、納瓦拉騎士團（羅蘭）
- 銀色流星軍方面為前方布琉努的1,000士兵和萊德梅里茲的5,000士兵所組成的6,000兵力。蘇菲亞·歐貝達斯為了協助艾蓮亦兩度參戰。
- 而納瓦拉騎士團方面則是由羅蘭率領的5,000兵力。

結果：銀色流星軍取得得不償失的勝利。
- 首戰以後，銀色流星軍損失了800名士兵，而傷者則約是此人數的兩倍之多；而堤格爾身負重傷之事更令局勢惡化。當中有人無法承受這樣的狀況，趁著暗夜接連逃脫。而納瓦拉騎士團僅損失10名騎士。
- 決戰以後，原本多達5,000騎兵的納瓦拉騎士團只剩下3,000多人，這對於納瓦拉騎士團而言可說是前所未有的慘敗；而銀色流星軍也沒有沈浸在勝利的喜悅中。
- 隨後兩軍設宴展開和平對談中，羅蘭把杜蘭達爾交給堤格爾保管以證明他認同其所主張的正義，但亦為自己毫無其他準備以下陷入嘉奴隆公爵的陷阱而死留下了伏筆。
- 嘉奴隆公爵藉機以一種名為「蜂牢」的刑罰將他處死，但其實真正的目的是要消滅杜蘭達爾的使用者。
- 泰納帝公爵多個向堤格爾等人復仇的計劃都宣告失敗而一度無計可施。

銀色流星軍決戰墨吉涅先遣部隊
戰役起因：墨吉涅王國企圖在布琉努陷入內亂時侵略其領土。墨吉涅王國先派出先遣部隊開路，以占領布琉努王國南部肥沃富饒的廣大土地和緊鄰南海的港口城市，同時徹底摧毀所有村鎮。兩軍交戰前已經摧毀了超過二十個村落。銀色流星軍為了守護布琉努東南方阿尼亞斯地區的人民和防範墨吉涅軍隊（誤以為是主力部隊）轉而向銀色流星軍將領的領地襲來而前往迎擊。
參戰方：銀色流星軍（提格爾維爾穆德·馮倫、廬里克和傑拉爾·奧傑）、墨吉涅先遣部隊（卡西姆）
- 銀色流星軍方面為1,700兵力，其中騎兵占了八成、步兵則是兩成。
- 而墨吉涅先遣部隊方面則是由卡西姆率領的20,000兵力。

結果：銀色流星軍險勝。
- 第一階段以後，墨吉涅先遣軍在半刻之內便損失了超過1,000兵力；而銀色流星軍沒有士兵死亡，僅有27名傷者。其中3人的傷勢會影響到行動自由。
- 第二階段以後，墨吉涅先遣軍在不到兩天的時間內損失了全軍一成的戰力而且沒有獲得任何戰果。
- 第三階段以後，墨吉涅先遣軍總帥陣亡而潰敗，失去了超過3,000名士兵，合計超過5,000名士兵死亡，全軍四分之一都埋沒在阿尼亞斯地區之中。相反地，銀色流星軍只有200名士兵陣亡，存活下來的人共有1,503人，其中受傷士兵總計是462人。考量到他們所處的現況，這次的戰果堪稱奇蹟。
- 獲解放的2,000名難民以後送到特里托爾安置。
- 但從盧里克俘虜的數名墨吉涅士兵口中得知他們只是先遣部隊，說明墨吉涅軍的威脅仍然存在。
- 翌日的撤退戰時，由琉德米拉·露利葉率領的吉斯塔特軍突然出現。

博羅斯路之戰
為第二場因布琉努王國內亂而造成戰姬之間的衝突。
又稱：萊德梅里茲軍·路伯修軍衝突
戰役起因：泰納帝和嘉奴隆為了分裂銀色流星軍，利用艾蓮與莉莎不和，委託莉莎出兵進犯萊格尼察。而莉莎亦有意借機測試獲得怪力的自己的力量，以與莎夏出兵討伐沿岸海盜中出現紛爭為藉口出兵攻佔萊格尼察的一座堡壘並等待艾蓮的前來。
參戰方：萊格尼察·萊德梅里茲聯軍（艾蕾歐諾拉·維爾塔利亞）、路伯修軍（伊莉莎維塔·法米那）
- 萊德梅里茲及萊格尼察聯合軍是由艾蕾歐諾拉·維爾塔利亞率領、為萊德梅里茲的1,700士兵和萊格尼察的3,000士兵所組成的4,000數百人兵力，當中艾蓮率領全部萊德梅里茲士兵和2,000名萊格尼察士兵，莉姆則率領1,000名萊格尼察士兵自側面或背面進行截擊。
- 而路伯修軍則是由伊莉莎維塔·法米那率領的4,000兵力。

結果：萊格尼察·萊德梅里茲聯軍勝利。
- 路伯修軍集合潰散的殘兵重組陣型同時逐漸撤退，戰死者約有600數十人。
- 因莉莎口中關於泰納帝、嘉奴隆和墨吉涅的情報，艾蓮為了再趕回堤格爾而同意與她簽訂誓約書。

奧爾梅亞會戰（Battle of Ormea）
戰役起因：雖然銀色流星軍擊敗了墨吉涅先遣部隊，但主力部隊的威脅仍然存在。在關於黑弓的事情為條件從而成為的合作關係以下，堤格爾得到米拉率領的吉斯塔特軍的協助。由於米拉提出要一戰擊敗墨吉涅軍，決定讓銀色流星軍撤退到奧爾梅亞平原，並在那裡與克雷伊修率領的墨吉涅大軍決戰。
參戰方：銀色流星軍（提格爾維爾穆德·馮倫、廬里克、傑拉爾·奧傑和琉德米拉·露利葉）和阿尼亞斯難民與後續增援的騎士團（奧古斯特、埃米爾和夏耶）和小貴族軍隊（馬斯哈·羅達特和雨果·奧傑）、墨吉涅主力部隊（克雷伊修·沙辛·帕拉米爾）
- 銀色流星軍方面為提格爾等人率領、原來剩下的1,503人加上米拉率領的4,000所組成的5,503人兵力，2,000名難民則作為作為山上誘餌參戰。
- 後續出現了分別由卡爾瓦多斯騎士團、佩爾許騎士團和盧特司騎士團所組成的5,000名騎士團援軍和由馬斯哈和奧傑率領的鄰近小貴族所組成的3,000名貴族援軍，均為支援銀色流星軍而趕來。
- 而墨吉涅主力部隊方面則是由克雷伊修·沙辛·帕拉米爾率領、包括回收自先遣部隊在內的40,000兵力。

結果：銀色流星軍勝利。
- 墨吉涅主力部隊戰死者達到6,000人。
  - 若加上先遣隊的損失，共50,000的大軍已經損失超過三成。
  - 加上翌日早晨，克雷伊修收到攻擊布琉努南部港口的船隊被泰納帝公爵擊敗的消息後，便乾脆利索地下令撤退。

- 提格爾獲克雷伊修贈與「流星落者」的稱號。
  - 提格爾的決心獲得一部份布琉努貴族和騎士團的認可為正義，加上來自萊德梅里茲和奧爾米茲的吉斯塔特軍，成為布琉努王國第三勢力。
  - 以後提格爾接受佩爾許騎士團提議讓銀色流星軍到佩爾許騎士團駐守的堡壘駐紮稍作休息。

泰納帝軍決戰嘉奴隆軍
動畫版中只略為帶過本戰役。
戰役起因：雖然泰納帝公爵向其信賴的隨行騎士斯堤德下令堅守王都，但仍被葛雷亞斯特侯爵積極地持續進攻一度被逼到涅梅塔庫的附近。泰納帝公爵從多勒卡伐克手中得到了五頭龍以後隨即增援斯堤德（而葛雷亞斯特侯爵卻被召回亞爾堤西姆）。
參戰方：泰納帝軍（菲利克斯·亞倫·泰納帝和斯堤德）、嘉奴隆軍
- 泰納帝軍方面為菲利克斯·亞倫·泰納帝親自率領的泰納帝軍，包括增援在內的25,000兵力加上五頭龍（包括雙頭龍）。
- 而嘉奴隆軍則是由未具名的將領率領的30,000兵力。由於葛雷亞靳特侯爵突然返回盧堤迪亞，導致其行動變得非常松散無序。

結果：泰納帝軍取得壓倒性勝利。
- 約3,000名嘉奴隆軍在這場戰爭中戰死，當中1,000名是被龍吞食，另1,000名則是在雙方交鋒時戰死，最後的1,000人則是被逃跑的同伴踐踏而死。最後逃走的士兵約6,000人。向泰納帝軍投降的士兵則超過20,000。但以後泰納帝公爵亦處死了旗下士兵超過1,000人的指揮官以及擁有爵位和領土的貴族。從剩下20,000名的士兵手中奪走其武器和鎧甲，沒有給予任何糧食便放逐了他們。
- 反觀泰納帝軍的損傷可說是微乎其微。戰死者不到500人，傷者也只有3,000人。

維萊克雷納平原之戰
戰役起因：在嘉奴隆公爵放火燒光亞爾堤西姆以後，銀色流星軍提早趕往盧堤迪亞。
參戰方：銀色流星軍（提格爾維爾穆德·馮倫、艾蕾歐諾拉·維爾塔利亞、莉姆亞莉夏、廬里克、琉德米拉·露利葉、馬斯哈·羅達特、巴多蘭和傑拉爾·奧傑）、泰納帝軍（菲利克斯·亞倫·泰納帝）
- 銀色流星軍方面為提格爾等人率領的20,000兵力，這時的銀色流星軍包括吉斯塔特的萊德梅里茲軍與奧爾米茲軍和布琉努的布琉努貴族們、騎士團以至原本跟隨嘉奴隆公爵的士兵。
- 而泰納帝軍方面為菲利克斯·亞倫·泰納帝親自率領的泰納帝軍，包括25,000兵力加上五頭龍（包括雙頭龍）。

結果：銀色流星軍取得勝利。
- 上午戰鬥以後，泰納帝軍縮減至20,000人。扣除軍隊將受到輕傷的士兵送下戰場，以及死亡和重傷的士兵合計約2,000人，而且已失去三頭龍。而銀色流星軍士兵數不到16,000人，這是讓輕傷的士兵繼續參戰的數字。
- 下午戰鬥以後，泰納帝軍損失了所有的龍和兩成士兵，一成戰死而另一成則是逃走之後沒有歸隊。而銀色流星軍的戰死士兵還不到1,000人。

聖窟宮遭遇戰
戰役起因：提格爾打算潛入亞爾堤西姆，尋找能證明蕾琪公主是王族的證據。而泰納帝為了洗清之前沒有殺死蕾琪的恥辱而親自出馬，並搶先堤格爾等人一步來到聖窟宮等待提格爾等人的到來。
參戰方：銀色流星軍（提格爾維爾穆德·馮倫、巴多蘭、艾蕾歐諾拉·維爾塔利亞和廬里克）、泰納帝軍（菲利克斯·亞倫·泰納帝和斯堤德）
- 銀色流星軍方面為堤格爾、艾蓮、蕾琪、巴多蘭和盧裏克，加上馬斯哈選出的5名布琉努士兵以及莉姆選出的2名吉斯塔特士兵，總計12人。
- 而泰納帝軍方面為菲利克斯·亞倫·泰納帝親自率領的20人。

突發事件：聖窟宮在雙方交戰時，因嘉奴隆公爵事前設下的陷阱而崩塌。
結果：雙方沒有獲得決定性的勝利。
- 銀色流星軍沒有獲得蕾琪公主是王族的證據。巴多蘭亦為了保護堤格爾而陣亡。最後生還者只剩下艾蓮、蕾琪、盧裏克一名吉斯塔特士兵和以後從聖窟宮救出的堤格爾共5人。（動畫版似乎改為6人生還）
  - 但堤格爾因巴多蘭陣亡而陷於失意中。

- 而泰納帝軍亦沒有殺死堤格爾和／或蕾琪。最少10人戰死，泰納帝公爵的心腹斯堤德亦被巨岩碾碎一半身體陣亡，種下了梅勒維爾草原決戰中泰納帝軍戰敗之因。

梅勒維爾草原決戰
戰役起因：為了讓蕾琪公主見國王法隆最後一面，銀色流星軍與企圖阻撓的泰納帝軍爆發最終決戰。
參戰方：銀色流星軍（提格爾維爾穆德·馮倫、艾蕾歐諾拉·維爾塔利亞、莉姆亞莉夏、廬里克、琉德米拉·露利葉、馬斯哈·羅達特和傑拉爾·奧傑）、泰納帝軍（菲利克斯·亞倫·泰納帝）
結果：銀色流星軍取得最終勝利。
- 提格爾在單騎對決中將泰納帝公爵一箭射殺。
- 提格爾因抵抗外敵入侵、平定了內亂和拯救了公主而洗脫了反叛罪並成為了救國英雄，獲垂死的國王法隆賜予「月光騎士」（リュミエール，Lumière）的稱號。

## 出版書籍

### 小說
| 卷數 | Media Factory  | Media Factory          | 東立出版社     | 東立出版社             | 封面人物                                   |
| 卷數 | 發售日期       | ISBN                   | 發售日期       | ISBN                   | 封面人物                                   |
| ---- | -------------- | ---------------------- | -------------- | ---------------------- | ------------------------------------------ |
| 1    | 2011年4月25日  | ISBN 978-4-8401-3857-4 | 2012年4月5日   | ISBN 978-976-10-9763-3 | 艾蕾歐諾拉·維爾塔利亞                      |
| 2    | 2011年8月24日  | ISBN 978-4-8401-3970-0 | 2012年7月9日   | ISBN 978-986-317-261-1 | 琉德米拉·露利葉                            |
| 3    | 2011年12月21日 | ISBN 978-4-8401-4339-4 | 2012年10月4日  | ISBN 978-986-324-057-0 | 蘇菲亞·歐貝達斯                            |
| 4    | 2012年4月23日  | ISBN 978-4-8401-4553-4 | 2013年1月24日  | ISBN 978-986-324-717-3 | 亞莉莎德拉·阿爾夏芬                        |
| 5    | 2012年8月23日  | ISBN 978-4-8401-4685-2 | 2013年4月25日  | ISBN 978-986-332-362-4 | 凡倫蒂娜·葛林卡·埃斯堤斯                   |
| 6    | 2013年1月31日  | ISBN 978-4-8401-4962-4 | 2013年7月18日  | ISBN 978-986-332-966-4 | 奧爾嘉·塔姆                                |
| 7    | 2013年7月24日  | ISBN 978-4-8401-5187-0 | 2014年1月27日  | ISBN 978-986-348-100-3 | 伊莉莎維塔·法米那                          |
| 8    | 2014年1月31日  | ISBN 978-4-04-066154-4 | 2014年5月29日  | ISBN 978-986-348-859-0 | 艾蕾歐諾拉·維爾塔利亞                      |
| 9    | 2014年5月22日  | ISBN 978-4-04-066749-2 | 2014年10月9日  | ISBN 978-986-365-917-4 | 艾蕾歐諾拉·維爾塔利亞                      |
| 10   | 2014年10月24日 | ISBN 978-4-04-067124-6 | 2015年2月9日   | ISBN 978-986-382-698-9 | 堤格爾維爾穆德·馮倫、艾蕾歐諾拉·維爾塔利亞 |
| 11   | 2015年3月25日  | ISBN 978-4-04-067477-3 | 2015年9月3日   | ISBN 978-986-462-191-0 | 琉德米拉·露利葉                            |
| 12   | 2015年7月24日  | ISBN 978-4-04-067720-0 | 2015年12月17日 | ISBN 978-986-462-586-4 | 菲尼莉雅·阿爾夏芬                          |
| 13   | 2015年11月25日 | ISBN 978-4-04-067958-7 | 2016年2月15日  | ISBN 978-986-462-973-2 | 凡倫蒂娜·葛林卡·埃斯堤斯                   |
| 14   | 2016年3月25日  | ISBN 978-4-04-068180-1 | 2016年7月28日  | ISBN 978-986-470-570-2 | 蘇菲亞·歐貝達斯                            |
| 15   | 2016年8月25日  | ISBN 978-4-04-068601-1 | 2016年11月17日 | ISBN 978-986-482-200-3 | 伊莉莎維塔·法米那                          |
| 16   | 2017年1月25日  | ISBN 978-4-04-069014-8 | 2017年7月3日   | ISBN 978-986-486-475-1 | 莉姆亞莉夏                                 |
| 17   | 2017年7月25日  | ISBN 978-4-04-069348-4 | 2017年10月26日 | ISBN 978-986-486-917-6 | 奧爾嘉·塔姆                                |
| 18   | 2017年11月25日 | ISBN 978-4-04-069455-9 | 2018年9月10日  | ISBN 978-957-260-866-1 | 堤格尔维尔穆德·冯伦、艾蕾欧诺拉·维尔塔利亚 |

### 漫畫
| 卷數 | Media Factory  | Media Factory          | 東立出版社    | 東立出版社             |
| 卷數 | 發售日期       | ISBN                   | 發售日期      | ISBN                   |
| ---- | -------------- | ---------------------- | ------------- | ---------------------- |
| 1    | 2012年4月23日  | ISBN 978-4-8401-4457-5 | 2012年12月3日 | ISBN 978-986-324-092-1 |
| 2    | 2013年1月23日  | ISBN 978-4-8401-4789-7 | 2013年9月11日 | ISBN 978-986-324-093-8 |
| 3    | 2013年3月2日   | ISBN 978-4-8401-5035-4 | 2013年11月8日 | ISBN 978-986-332-264-1 |
| 4    | 2013年10月23日 | ISBN 978-4-8401-5341-6 | 2014年10月9日 | ISBN 978-986-337-641-5 |
| 5    | 2014年4月23日  | ISBN 978-4-04-066545-0 | 2015年1月22日 | ISBN 978-986-348-861-3 |
| 6    | 2014年10月23日 | ISBN 978-4-04-066880-2 | 2015年5月12日 | ISBN 978-986-382-127-4 |
| 7    | 2015年3月23日  | ISBN 978-4-04-067295-3 | 2015年9月25日 | ISBN 978-986-431-133-0 |
| 8    | 2015年9月19日  | ISBN 978-4-04-067810-8 | 2016年4月11日 | ISBN 978-986-462-223-8 |
| 9    | 2016年3月23日  | ISBN 978-4-04-068225-9 | 2017年4月11日 | ISBN 978-986-348-048-8 |
| 10   | 2016年9月23日  | ISBN 978-4-04-068536-6 | 2017年7月13日 | ISBN 978-986-482-030-6 |

## 電視動畫
於2014年10月播出。共播出13集。

### 製作人員
- 原作：川口士（MF文庫J『魔彈之王與戰姬』KADOKAWA Media Factory刊）
- 角色原案：、柳井伸彥、片桐雛太
- 監督、系列構成、劇本：佐藤龍雄
- 角色設計、總作畫監督：椛島洋介
- 副角色設計：伊藤真理子
- 道具設計：大橋幸子、秋篠日和
- 設計工作：大河廣行、石川寬貢
- 效果作畫監督：酒井智史
- 馬術動作：赤堀重雄
- CG製作：
- CG設計：畑山勇太
- 美術設定：、
- 美術監督：甲斐政俊
- 美術：
- 色彩設計：篠原愛子
- 攝影監督：岩崎敦
- 編輯：定松剛
- 音響監督：本山哲
- 音樂：横山克、信澤宣明
- 音樂製作：KADOKAWA（Media Factory）
- 製片人：田中翔、中道圭吾、大貫一雄、上間康弘、清水美佳、植木達也
- 動畫製作人：金子文雄
- 動畫製作：SATELIGHT
- 製作：魔彈之王與戰姬製作委員會

### 主題曲
片頭曲
作詞：坂井龍二，作曲、編曲：鈴木康純，主唱：鈴木木乃美
片尾曲
「Schwarzer Bogen」（第1話－第9話、第11話－第13話）
作詞：LINDEN，作曲、編曲：片山修志，主唱：原田瞳
（第10話）
作詞：坂井龍二，作曲、編曲：山崎泰之，主唱：鈴木木乃美

### 各話列表
| 話數     | 日文標題 | 中文標題       | 劇本     | 分鏡              | 演出       | 作畫監督                                                          | 改編原作小說 |
| -------- | -------- | -------------- | -------- | ----------------- | ---------- | ----------------------------------------------------------------- | ------------ |
| 第一話   |          | 戰場的風姬     | 佐藤龍雄 | 佐藤龍雄          | 近藤一英   | 椛島洋介 大橋幸子（飲食）                                         | 第1卷        |
| 第二話   |          | 歸來           | 佐藤龍雄 | 稻井仁            | 石川俊介   | 伊藤真理子                                                        | 第1卷        |
| 第三話   |          | 魔彈覺醒       | 佐藤龍雄 | 佐藤龍雄          | 渡部高志   | 福世高明                                                          | 第1卷        |
| 第四話   |          | 凍漣的雪姬     | 佐藤龍雄 | 西本由紀夫        | 淺野勝也   | 長田好宏 大久保義之                                               | 第2卷        |
| 第五話   |          | 塔特洛山攻略戰 | 佐藤龍雄 | 渡部高志          | 渡部高志   | 西尾公伯、岩岡優子 大橋幸子（飲食）                               | 第2卷        |
| 第六話   |          | 黑騎士         | 佐藤龍雄 | 西澤晉            | 近藤一英   | 田中知江、坂本俊太 長坂寬治                                       | 第2卷 第3卷  |
| 第七話   |          | 為了守護       | 佐藤龍雄 | 西澤晉            | 安田賢司   | 福世孝明                                                          | 第3卷        |
| 第八話   |          | 兩千對兩萬     | 佐藤龍雄 | 石川俊介          | 石川俊介   | 長田好宏、清水裕輔 伊藤真理子                                     | 第3卷 第4卷  |
| 第九話   |          | 雷渦與煌炎     | 佐藤龍雄 | 渡部高志          | 羽原久美子 | WHANG SOUNG WON                                                   | 第4卷        |
| 第十話   |          | 奧爾梅亞會戰   | 佐藤龍雄 | 稻井仁            | 近藤一英   | 長坂寬治、田中知江 坂本俊太                                       | 第4卷        |
| 第十一話 |          | 兩名戰姬       | 佐藤龍雄 | 伊藤達文          | 伊藤達文   | 伊藤真理子                                                        | 第5卷        |
| 第十二話 |          | 聖窟宮         | 佐藤龍雄 | 渡部高志 富永恒雄 | 渡部高志   | 岩岡優子、福世孝明                                                | 第5卷        |
| 第十三話 |          | 擴展的世界     | 佐藤龍雄 | 佐藤龍雄          | 淺野勝也   | 椛島洋介、長田好弘 長坂寬治、坂本俊太 清水裕輔、田中知江 大橋幸子 | 第5卷        |

### 播放電視台
日本深夜動畫：下文記載的日本国内播放時間使用日本標準時間（UTC+9）表示。因為部分時間标识會採用30小时制，因此請留意这类超过24:00的时间，其實際播放時間為翌日清晨。
| 播放地區   | 播放電視台 | 播放日期                | 播放時間（UTC+9）         | 所屬聯播網 | 備註              |
| ---------- | ---------- | ----------------------- | ------------------------- | ---------- | ----------------- |
| 日本全國   | AT-X       | 2014年10月4日－12月27日 | 星期六 20時00分－20時30分 | 衛星電視   | 有重播            |
| 近畿廣域圈 | 每日放送   | 2014年10月4日－12月27日 | 星期六 25時58分－26時28分 | 日本新聞網 | Anime Shower第1部 |
| 東京都     | TOKYO MX   | 2014年10月6日－12月29日 | 星期一 24時30分－25時00分 | 獨立UHF局  |                   |
| 愛知縣     | 愛知電視台 | 2014年10月7日－12月30日 | 星期二 26時05分－26時35分 | 東京電視網 |                   |
| 日本全國   | BS11       | 2014年10月9日－         | 星期四 24時00分－24時30分 | 衛星電視   | 「ANIME+」節目    |

### 藍光／DVD
| 卷 | 發售日         | 收錄話         | 規格編號  | 規格編號  |
| 卷 | 發售日         | 收錄話         | 藍光      | DVD       |
| -- | -------------- | -------------- | --------- | --------- |
| 1  | 2014年12月24日 | 第1話－第3話   | ZMXZ-9751 | ZMBZ-9761 |
| 2  | 2015年1月28日  | 第4話－第5話   | ZMXZ-9752 | ZMBZ-9762 |
| 3  | 2015年2月25日  | 第6話－第7話   | ZMXZ-9753 | ZMBZ-9763 |
| 4  | 2015年3月25日  | 第8話－第9話   | ZMXZ-9754 | ZMBZ-9764 |
| 5  | 2015年4月24日  | 第10話－第11話 | ZMXZ-9755 | ZMBZ-9765 |
| 6  | 2015年5月27日  | 第12話－第13話 | ZMXZ-9756 | ZMBZ-9766 |

### CD
| 發售日         | 名稱            | 初回限定盤 | 通常盤    |
| -------------- | --------------- | ---------- | --------- |
| 2014年11月19日 |                 | ZMCZ-9717  | ZMCZ-9718 |
| 2014年11月26日 | Schwarzer Bogen | ZMCZ-9719  | ZMCZ-9720 |

## 堤格君與戰姬親
《堤格君與戰姬親》（日语：ティグルくんとヴァナディーちゅ）為自2014年10月10日開始、與本作有關的2分半鐘小劇場。每週五發布，發布期間為兩週。製作目的是為了『補足沒有動畫化的原來情節，順便在「魔彈」的世界玩打鬧戲』。在電視動畫每集放映前的星期五，經由官方網站更新中發布。
該作中的角色，例如堤格爾和艾蓮均會以2.5頭身之姿出現，亦會不時加插的插圖（與動畫本編中相同的頭身比例）。該作會以發布到YouTube的形式更新，並且在官方網站以下設置連結。
該作中不僅以喜劇片的形式進行，還補足了沒有動畫化的原來情節。另外，該作亦會收錄在各BD和DVD的特典中。
- 規劃：田中翔
- 監督、劇本、演出：蘆名稔
- 微型角色設計和動畫：
- 標題設計、標誌設計、插圖：
- 音響監督：本山哲
- 音樂：橫山克、信澤宣明
- 效果：和田俊也
- 製作管理：橫山稔
- 動畫製作：
- 製作：魔彈之王與戰姬製作委員會

| 話數 | 日文標題 | 中文標題               | 發佈日期                     | 出演角色                                              | 背景                                                  | 改編原作小說                   |
| ---- | -------- | ---------------------- | ---------------------------- | ----------------------------------------------------- | ----------------------------------------------------- | ------------------------------ |
| 0話  |          | 遭遇戰姬               | 2014年10月3日 －10月17日     | 艾蓮、莉姆、堤格爾                                    | 萊德梅里茲公宮辦公室                                  | 原創                           |
| 1話  |          | 全力猛插！             | 2014年10月10日 －10月24日    | 艾蓮、莉姆、堤格爾 盧里克（僅插圖）                   | 萊德梅里茲公宮訓練場                                  | 第1卷第4章“公宮內的生活”       |
| 2話  |          | 吃喝玩樂的戰姬         | 2014年10月17日 －10月31日    | 艾蓮、莉姆、堤格爾                                    | 萊德梅里茲公宮辦公室                                  | 第1卷第5章“城下的戰姬”         |
| 3話  |          | 覺醒的小熊熊           | 2014年10月24日 －11月7日     | 艾蓮、莉姆、堤格爾                                    | 莉姆的房間                                            | 第1卷第5章“城下的戰姬”         |
| 4話  |          | 愛熊者                 | 2014年10月31日 －11月14日    | 莉姆、蒂塔、堤格爾                                    | 堤格爾的宅邸                                          | 第2卷第2章“兩名戰姬”           |
| 5話  |          | 可愛小熊與軟綿綿       | 2014年11月7日 －11月21日     | 莉姆、蒂塔、艾蓮、堤格爾                              | 萊德梅里茲方的營帳                                    | 第2卷第4章“凍漣的雪姬”         |
| 6話  |          | 溫暖的那個與美麗的那個 | 2014年11月14日 —11月28日     | 艾蓮、米拉、莉姆、堤格爾                              | 萊德梅里茲方的營帳                                    | 第2卷第5章“冰冷的雪與溫暖之物” |
| 7話  |          | 天然的耀姬             | 2014年11月21日 —12月5日      | 蘇菲、堤格爾、艾蓮                                    | 戶外 萊德梅里茲方的營帳                               | 第3卷第3章“光華的耀姬”         |
| 8話  |          | 諷刺對禿頭             | 2014年11月28日 —12月12日     | 盧里克、傑拉爾、堤格爾 艾蓮（僅插圖）、蒂塔（僅插圖） | 萊德梅里茲方的營帳                                    | 第4卷第2章“二千對二萬”         |
| 9話  |          | 偷偷地集結             | 2014年12月5日 —12月19日      | 莎夏、莉莎、莉姆、堤格爾                              | 萊格尼察公宮莎夏的房間 銀色流星軍營帳                 | 第4卷第3章“異彩虹瞳”           |
| 10話 |          | 曝光的真相             | 2014年12月12日 —12月26日     | 米拉、莉姆、蒂塔 堤格爾（僅插圖）                     | 銀色流星軍營帳                                        | 第4卷第5章“被揭露的真相”       |
| 11話 |          | 不小心曝光的真相       | 2014年12月19日 —2015年1月2日 | 堤格爾、蕾琪、艾蓮、莉姆 米拉（僅插圖）               | 佩爾許騎士團的堡壘                                    | 第5卷第1章“龍之行軍”           |
| 12話 |          | 幕間                   | 2014年12月26日 —2015年1月9日 | 凡倫蒂娜、堤格爾、蒂塔、盧里克、艾蓮、莉姆            | 凡倫蒂娜的房間 堤格爾的營帳 銀色流星軍營帳 莉姆的營帳 | 第5卷第5章「決戰」             |
| 13話 |          | 另一部終曲             | 2015年1月6日 —1月20日        | 堤格爾、艾蓮、莉姆、蘇菲、蒂塔、蕾琪、米拉、盧里克    | 布琉努王宮                                            | 第5卷尾聲“終章”                |

## 外部連結
- 魔彈之王與戰姬 小說官網介紹 （页面存档备份，存于）（日語）
- MF文庫J內官網 （页面存档备份，存于）（日語）
- 魔彈之王與戰姬 電視動畫官方網站 （页面存档备份，存于）（日語）
- 魔彈之王與戰姬 電視動畫 TOKYO MX 電視台官網 （页面存档备份，存于）（日語）
- 魔彈之王與戰姬 電視動畫 AT-X 電視台官網 （页面存档备份，存于）（日語）
- 魔彈之王與戰姬 電視動畫 BS11電視台官網（日語）
- 魔彈之王與戰姬 電視動畫 官方Twitter （页面存档备份，存于）（日語）